# فريسيا سافيدرا
فريسيا راكيل سافيدرا غوميز (8 سبتمبر 1933 - 18 يوليو 2024) معلمة ومغنية وكاتبة أغاني إكوادورية اشتهرت بأغنيتها "El ladrón" وبنشاطها السياسي والثقافي في غواياكيل من خلال موسيقاها. في قائمة اليونسكو التمثيلية للغناء الباسيلو، تتضمن مقطع فيديو لدرس ألقاه سافيدرا. تم إدراج باسيلو ضمن التراث الثقافي غير المادي للإنسانية في عام 2021.